# Madyopuro
Madyopuro is een bestuurslaag in het regentschap Malang van de provincie Oost-Java, Indonesië. Madyopuro telt 18.750 inwoners (volkstelling 2010).